# مالكولم جونسون
مالكولم جونسون (بالإنجليزية: Malcolm Johnson)‏ (و. 1992  م) هو لاعب كرة قدم أمريكية، من الولايات المتحدة، ولد في توسكالوسا، يلعب كظهير ‏.

## التعليم
تعلم في Northridge High School (Alabama) ‏.

## روابط خارجية
- مالكولم جونسون على موقع مرجع كرة القدم المحترفة.كوم (الإنجليزية)